# Incar Dansspektakel
Incar Dansspektakel is een dansgroep uit het Oost-Vlaamse Lebbeke. De groep is ontstaan in 1958. 

## Geschiedenis
Incar Dansspektakel is een gemengde semi-professionele dansgroep bestaande uit een vijftigtal jonge dansers waarvan de leeftijd schommelt tussen 12 en 28. De dansgroep bestaat al meer dan een halve eeuw en is door de jaren een vaste waarde geworden in het Vlaamse cultuurlandschap.
Incar ontstond in 1958 en met het aantrekken van Heiko Kolt als eerste choreograaf haalde Incar 'de vader van de choreografie en het vlaggenspel' in huis.
Incar Dansspektakel groeide uit tot een autonome groep met diverse commissies en  onderbouwd door een stevige interne structuur. De groep bestaat nu uit tal van werkgroepen (dansers, technici, publiciteits- en kledijverantwoordelijken. Bestuursleden en medewerkers telt ongeveer 150 leden.
Al van bij het ontstaan van de groep trekt Incar jaarlijks naar het buitenland. De danstournees, die sinds 1970 werden georganiseerd, brachten Incar onder meer in de Verenigde Staten, India, Israël, Griekenland, Tenerife, Tunesië, Thailand, China en Zuid-Afrika. De optredens in België beperken zich voornamelijk tot het Vlaamse landsgedeelte.

## Naam
Incar komt van "Internationale Cardijngroep" en verwijst naar de oorsprong van de groep uit de KAJ en naar de stichter van de KAJ, kardinaal Cardijn. Later verwierf de groep bekendheid als "Incar Kunstgroep" en nog later als "Incar Dansspektakel"

## Producties
Om de 3-4 jaar stelt de groep een nieuwe productie voor:
- "Illuminata" (1996) over het leven na de dood.
- "Quest" (1999) over het ontstaan en verval van de wereld en de vier oerelementen.
- "Perpetuum Mobile" (2003) over de zoektocht van buitenaardse wezens naar menselijke emoties op aarde.
- In 2006 werd het showprogramma "E_Motions" speciaal ontwikkeld voor de buitenlandse opdrachten maar werd deze productie wegens groot succes ook in België gebracht.
- In 2008 ging het programma "refleXxions" in première, dat op zoek ging naar de vele reflecties in het mensenleven.
- "im[balance" ging in première eind oktober 2012.
- In het najaar van 2016 verwelkomde de groep de voorstelling "Escape"

## Eerbetoon
De inspanningen van alle medewerkers van Incar werden meermaals bekroond, onder meer als:
- cultureel ambassadeur van Vlaanderen in 1996;
- laureaat van de cultuurprijs van Lebbeke in 1997;
- laureaat van de Prudens Van Duyseprijs in 1998;
- in 1997, 1999, 2003, 2008: laureaat in de eerste categorie van choreografische groepen in de provincie Oost-Vlaanderen.